# Gino Rossi (pugile)
Gino Rossi (Piacenza, 29 maggio 1908 – Milano, 9 settembre 1987) è stato un pugile italiano, medaglia d'argento, nei pesi mediomassimi, ai Giochi olimpici di Los Angeles 1932.

## Biografia

### Carriera dilettantistica
Ottimo dilettante, vestì più volte la maglia azzurra tra il 1930 e il 1932 e, grazie a tali prestazioni, fu selezionato per rappresentare l'Italia nei pesi mediomassimi alle Olimpiadi di Los Angeles 1932.
Rossi batté ai punti nei quarti di finale il greco Nikolaos Mastoridis e, in semifinale, l’irlandese James J.Murphy. In finale cedette ai punti al sudafricano Dave Carstens ma conquistò la medaglia d’argento .

### Carriera da professionista
Rossi passò professionista subito dopo le Olimpiadi, a ventiquattro anni, disputando a torso nudo una breve ma onorevole carriera. Ha combattuto esclusivamente sul ring della sua Piacenza o a Parigi, con due sole puntate nella vicina Parma o ad Algeri. Tra i suoi risultati più importanti, le vittorie contro l'ex Campione d’Italia Primo Ubaldo e con il campione in carica Mario Lenzi, purtroppo senza titolo in palio. 
Le sue uniche due sconfitte su sedici incontri sono venute all'estero, a Parigi e ad Algeri, dove ha perso ai punti con lo statunitense Jimmy Tarante già avversario del Campione del mondo dei pesi medi Marcel Thil. Si è ritirato nel 1934 a soli ventisei anni. 